# Orquesta Narváez
La Orquesta Narváez es una orquesta de música salsa originaria de Bushwick, Brooklyn en Nueva York, Estados Unidos. Fue creada por el líder de la banda, Dewell Narváez cuando tenía 14 años. Hasta el momento solo tienen dos álbumes llamados Reincarnation y 65 Infantería lanzados en 1975 y 2013 respectivamente.

## Historia
La Narváez es una de las orquestas más representativas del sonido salsero neoyorquino de los años 70 por su fuerza en los trombones y las letras cotidianas del Barrio Latino. Esta orquesta apareció en el boom salsero de Nueva York de los años 70 logrando empadronarse en la historia de la salsa como una de las más representativas. Si bien en su primera etapa, duró poco, dejó un gran recuerdo entre todos los salseros.

### Orígenes yReincarnation
La Orquesta Narváez fue descubierta por el promotor Richie Bonilla en un club nocturno de Brooklyn y firmaron con "Tico Records" en 1974 por pedido del productor Joe Cain quien grabó el primer álbum de la banda bajo el nombre de "Reincarnation", publicado en 1975 del cual se hicieron famosos los temas «Sabiduría», «El Malo», «Obra del Tiempo» y el tema homónimo al álbum, «Reincarnation».
Durante las grabaciones del álbum "Reincarnation", Tico Records fue vendida a su directo competidor Fania Records por lo que no se pudieron grabar más álbumes de la Narváez. Así que antes de que la orquesta fuera transferida al sello Fania, el productor Joe Cain los volvió a juntar con el fin de colaborar con el cantante de música country, Freddy Fender grabando los temas: «Camarón», «Hombre» y «Al Despertar». El problema fue que el LP no circuló mucho y Fender dio poco crédito a Narváez por sus contribuciones. Hoy en día, como una de las pocas obras musicales de la orquesta, se está considerado una pieza de colección.

### Años posteriores
La Orquesta Narváez no pudo grabar más álbumes en los 70s debido a que Tico Records (sello discográfico con el cual firmaron el contrato) fue vendido a Fania Records. Ya luego de haber grabado el álbum Reincarnation y de tocar unos temas con Freddy Fender, la orquesta desapareció del mundo artístico. Incluso se llegó a decir que los integrantes murieron en un accidente aéreo pero Dewell Narváez desmintió dicha versión. Dewell, actualmente está jubilado del FBI, y el vocalista de Reincarnation, Armando Vásquez, se convirtió al cristianismo ejerciendo como Anciano de la congregación de Los Testigos de Jehová,  hasta la actualidad.

### 2013:65 Infantería
El regreso de La Orquesta Narvaez vino de la mano del trombonista y director musical, Dewell Narváez. En este nuevo proyecto se reunieron a reconocidos músicos del medio salsero como Milton Cardona, José Mangual Jr. y Reynaldo Jorge, por solo mencionar a algunos.
65 Infantería fue lanzado mundialmente el 2 de noviembre de 2013, el álbum se llama así en honor al regimiento de voluntarios puertorriqueños del Ejército de los Estados Unidos que participaron en la Primera y Segunda Guerra Mundial, así como en la guerra de Corea, bajo el nombre de "Regimiento 65 de Infantería". 
En este álbum destacaron los temas: «Vamos a Gozar», «Seguiré Cantando» y la canción homónima al álbum «65 Infanteria». También se le hace un pequeño homenaje a Arsenio Rodríguez con el tema de estilo son montuno llamado «Bruja Mariqua» (inspirado en el clásico de Rodríguez, Bruca Manigua).

### Actualidad
Para el año 2016, la Narváez realizó su primer concierto luego de muchos años, el lugar escogido fue Medellín, Colombia y participó como artista invitado el vocalista del álbum Reincarnation, Armando Vásquez.

## Miembros
| Instrumentos↓    | Integrantes↓                           | Integrantes↓                                                         | Integrantes↓ | Integrantes↓ | Integrantes↓ |
| Director Musical | Dewell Narváez                         | Dewell Narváez                                                       |              |              |              |
| Cantantes        | Armando Vazquez                        | Frankie Vásquez Julio Salgado Ray Bayona Renzo Padilla Willie Amadeo |              |              |              |
| Coros            | Dewell Narváez Johnny "Caliente" Carro | José Mangual Jr. Luis Soto Rafael De Jesus Jr. Willie Amadeo         |              |              |              |
| Trombones        | Dewell Narváez (1.er trombón)          | Dewell Narváez (1.er trombón)                                        |              |              |              |
| Trombones        | Ralphie Rodríguez                      | Reynaldo Jorge                                                       |              |              |              |
| Timbales         | "Little" José Morales                  | David Lugo                                                           |              |              |              |
| Congas           | Danny Quijano                          | Milton Cardona                                                       |              |              |              |
| Bongos           | Manny Grau                             | José Mangual Jr.                                                     |              |              |              |
| Piano            | Johnny "Caliente" Carro                | Victor Santos                                                        |              |              |              |
| Bajo             | Joe Naveira                            | Adalberto Ibarra                                                     |              |              |              |
| Percusión        | Dewell Narváez                         | José Mangual Jr. Cyro Baptiste                                       |              |              |              |
| Arpa             | -                                      | Edmar Castaneras                                                     |              |              |              |
| Cuatro           | Dewell Narváez                         | -                                                                    |              |              |              |

- 1974 y 1975: Danny Quijano salió de la banda debido a que fue llevado a la Armada de los Estados Unidos (United States Navy), en su reemplazo ingresó "Tony" quien se llegó a presentar en algunos conciertos de esos años.[1]
- 2013 - actualidad: Milton Cardona falleció el año 2014, en su reemplazo ingresó Papo Pepin.[5]

## Discografía
Álbumes de estudio
| 1975: Reincarnation |
| --- |
| (Tico / Fania Records) - Lado A 1. Obra Del Tiempo 2. Negrita 3. Reincarnation 4. Sabiduría - Lado B 1. La Mafia 2. El Malo 3. El Amor De Puerto Rico 4. El Clocko (The Syncopated Clock) |

| 2013: 65th Infantería |
| --- |
| (Dewell Narváez Publishing / Grymes Hill Records) 1. El Otoño 2. Vamos A Gozar 3. Tu Veras 4. Elsie De Chelsea 5. Me Voy 6. Seguiré Cantando 7. Bruja Mariqua 8. Mi Amor 9. 65 Infantería |

Colaboraciones/Otras grabaciones
- 1975: «Al Despertar» (con Freddy Fender) del álbum Canta
- 1975: «Camarón» (con Freddy Fender) del álbum Canta
- 1975: «Hombre» (también conocida como "Hambre") (con Freddy Fender) del álbum Canta